# 데블라 커완
데블라 커완(Dervla Kirwan, 1971년 10월 24일 ~ )은 아일랜드의 배우이다.

## 출연 작품
- 모차르트: 프라하의 서곡 (2017)
- 루나 (2014, Luna)
- 엔티티 (2012)
- 침니스의 비밀 (2009)
- 온딘 (2009)
- 스쿨 포 시덕션 (2004)
- 하트 앤 본즈 (2000)
- 해피 버스데이 셰익스피어 (2000)
- 그레이티스트 스토어 인 더 월드 (1999)
- 당신과 혹은 당신없이 (1999)
- 작은 영웅들 (1994)
- 굿나잇 스윗하트 (1993)
- 디셈버 브라이드 (1990)